# Fateschski rajon
Der Rajon Fatesch oder Fateschski Rajon ist eine Verwaltungseinheit in der russischen Oblast Kursk.
Der Verwaltungssitz des Rajons ist Fatesch.

## Geografie
Der Rajon grenzt an die Rajons Konyschowka, Schelesnogorsk, Ponyri, Solotuchino, Kursk, Prjamizyno und Kurtschatow. Es grenzt im Norden an Oblast Orjol.

### Flüsse
Das Rajongebiet wird von den Flüssen (im Einzugsgebiet der Desna) Swapa, Krasawka, Usoscha und Ruda durchflossen.

### Klima
In diesem Rajon ist das Klima kalt und gemäßigt. Es gibt während des Jahres eine erhebliche Menge an Niederschläge. Dfb lautet die Klassifikation des Klimas nach Köppen und Geiger.

## Geschichte
Der Rajon Fatesch wurde am 30. Juli 1928 als Teil des Okrug Kursk gegründet; seine heutigen Grenzen wurden erst 1991 festgelegt.

## Kommunale Selbstverwaltung
Auf dem Territorium des Rajons Fatesch bestehen 1 Stadt- und 10 Landgemeinden (Dorfsowjets).

### Stadtgemeinden
| Name          | Verwaltungssitz | Anzahl der Orte | Einwohner (2010) | Fläche [km²] |
| ------------- | --------------- | --------------- | ---------------- | ------------ |
| Stadt Fatesch | Fatesch         | 1               | 5999             | 4,34         |

### Landgemeinden (Dorfsowjets)
| Name               | Verwaltungssitz     | Anzahl der Orte | Einwohner (2010) | Fläche [km²] |
| ------------------ | ------------------- | --------------- | ---------------- | ------------ |
| Baninski           | Tschermoschnoi      | 13              | 1602             | 136,71       |
| Bolscheannenkowski | Bolschoje Annenkowo | 13              | 0678             | 077,26       |
| Bolscheschirowski  | Bolschoje Schirowo  | 48              | 1697             | 217,06       |
| Glebowski          | Sykowka             | 16              | 0697             | 073,00       |
| Mileninski         | Milenino            | 07              | 0797             | 055,91       |
| Molotytschewski    | Molotytschi         | 02              | 0821             | 090,44       |
| Rusanowski         | Bassowka            | 20              | 1626             | 128,79       |
| Soldatski          | Soldatskoje         | 41              | 1245             | 260,07       |
| Werchnechotemlski  | Werchni Choteml     | 18              | 0802             | 090,07       |
| Werchneljubaschski | Werchni Ljubasch    | 14              | 2256             | 147,93       |

## Einwohnerentwicklung
| Jahr | Einwohner |
| ---- | --------- |
| 1959 | 38.061    |
| 1970 | 37.036    |
| 1989 | 29.745    |
| 2002 | 23.194    |
| 2004 | 22.800    |
| 2007 | 21.433    |
| 2009 | 21.443    |
| 2010 | 18.885    |
| 2011 | 18.882    |
| 2012 | 19.217    |
| 2013 | 19.231    |
| 2014 | 18.897    |
| 2015 | 18.669    |
| 2016 | 18.512    |
| 2017 | 18.220    |
| 2018 | 17.880    |